# Robert Aymar (homme politique)
Pour les articles homonymes, voir Robert Aymar et Aymar.
Robert Aymar, né le 6 novembre 1920 à Grenoble et décédé le 23 juillet 2005 à La Tronche, est un homme politique français, connu pour avoir été député de la 3e circonscription de l'Isère sous la IVe législature de la Cinquième République française.

## Annexe